# Ödstjärnen (Nätra socken, Ångermanland)
Ödstjärnen är en sjö i Örnsköldsviks kommun i Ångermanland och ingår i Nätraån-Ångermanälvens kustområde. Sjön har en area på 0,0584 kvadratkilometer och ligger 143 meter över havet.

## Delavrinningsområde
Ödstjärnen ingår i det delavrinningsområde (700459-163048) som SMHI kallar för Mynnar i Skuleån. Medelhöjden är 213 meter över havet och ytan är 7,71 kvadratkilometer. Det finns inga avrinningsområden uppströms utan avrinningsområdet är högsta punkten. Vattendraget som avvattnar avrinningsområdet har biflödesordning 3, vilket innebär att vattnet flödar genom totalt 3 vattendrag innan det når havet efter 9,9 kilometer. Avrinningsområdet består mestadels av skog (89 procent). Avrinningsområdet har 0,06 kvadratkilometer vattenytor vilket ger det en sjöprocent på 0,7 procent.